# Golpe de Dados (revista)
Golpe de Dados fue una revista colombiana de poesía, creada por el poeta antioqueño Mario Rivero en 1973. 
Circuló de manera bimestral, sacando seis números al año, entre enero de 1973 y diciembre de 2008, de manera ininterrumpida. Se publicaron 216 números editados en 36 volúmenes. 
Salió publicado un número especial en Memoria de su fundador Mario Rivero, quien falleció en abril de 2009, durante el primer semestre del mismo año, con los números 217 al 219. Entre sus fundadores se cuentan a cuatro autores colombianos representativos de estas décadas: Fernando Charry Lara, Giovanni Quessep, Hernando Valencia Goelkel y Jaime García Maffla  y dos autores extranjeros: Julio Ortega (escritor) de nacionalidad peruana y José Emilio Pachecoel poeta mexicano.

## Contexto Histórico
Al finalizar el periodo de La Violencia en Colombia en 1958, con la llegada del Frente Nacional, se presenta un panorama un tanto turbio a nivel político y social en Colombia por el nacimiento de los grupos subversivos o guerrillas. El momento histórico de turbulencias en que aparece la revista contrasta con la imagen positiva que tiene el país a nivel latinoamericano por la aparición de revistas como Mito (revista)  y Eco, publicaciones culturales que se convierten en faro de las propuestas literarias de los autores hispanos. A nivel literario en el país, fue muy importante la aparición del grupo de Los Nadaistas, escritores y poetas liderados por Gonzalo Arango que se manifestaban en contra del canon establecido, lo ortodoxo y tradicional de las letras nacionales. Aunque Rivero se aparta de esta corriente como lo menciona en el libro de Guido Tamayo, consideraba a la poesía de Gonzalo y demás como: light y lúdica, mientras que la de él la consideraba seria, una pasión dolorosa... Sin embargo es innegable la influencia de los grupos de autores de la revista Mito y los Nadaistas en el proyecto cultural de Mario Rivero y su revista Golpe de dados.

## Origen y Grupo
Durante la década del setenta, existía un gran auge de revistas culturales, artísticas, políticas y de opinión en Colombia. Luego de la desaparición de la revista Mito en 1962 y la aparición de la revista Eco en 1960, sucede un breve paréntesis en la escena de las revistas culturales en Colombia. Luego, durante la década del setenta, irrumpe en el panorama literario la Revista Golpe de Dados, publicación de poesía de la generación desencantada, teniendo como cabeza principal al poeta Mario Rivero, considerado como uno de los poetas más importantes del siglo XX en Colombia y como introductor de la poesía urbana en el país.
La revista surge por idea del poeta nacido en Antioquia, Mario Rivero junto a sus amigos de aventura editorial: Fernando Charry Lara, Giovanni Quessep, Jaime García Maffla. En el libro: Porque soy un poeta. Mario Rivero. Conversaciones con Guido Leonardo Tamayo, Rivero cuenta la historia del origen de la revista, que surge en medio de una tertulia literaria y una charla alrededor de unos buenos tragos:
“Veras, en el año 1972, y recuerdo mucho a finales de noviembre, tuvimos una lectura de poemas en la Universidad Javeriana, Fernando Charry Lara, Giovanni Quessep, Jaime García Maffla y yo. Después de la lectura, nos instalamos en un bar, y yo llevaba, por haberla recibido, una revista de poesía venezolana, una linda revista, y creo que fue Charly que comentó que era una gran lástima que no tuviéramos en Colombia una revista de esas. El comentario recibió de inmediato la aprobación, la adhesión de García Maffla y Quessep…y pasó que yo de lanzado, y ya con unos tragos entre pecho y espalda dije: “vamos hacer aquí esa revista que nos hace falta. Y yo la financió; yo me encargo de conseguir la publicidad”. 
El primer número aparece en enero de 1973. Estaba dedicada completamente al género lírico, aun cuando la gran mayoría de los textos publicados eran de autores colombianos, la revista se posicionaba como un gran faro para visibilizar a las nuevas manifestaciones poéticas en Hispanoamérica y Latinoamérica, especialmente.   
En este primer número aparece el editorial a cargo de Fernando Charry Lara, donde plantea el ethos del grupo que estaba detrás de la revista y que precisamente no se podría observar como un grupo, en palabras de James J. Alstrum de la Universidad de Illinois, en el libro: La generación desencantada de Golpe de Dados: los poetas colombianos de los años 70, publicado por la Universidad Central en el año 2000, dice: 
“Aunque Golpe de Dados comienza su labor en la década de los setentas, es importante aclarar que esta revista nunca ha sido el órgano oficial de ningún grupo, movimiento ni generación de poetas en Colombia. 
No obstante, las palabras de Alstrum, el mismo Rivero afirma que la etiqueta: de la Generación Golpe de Dados fue acuñada precisamente por el académico norteamericano: 
-Hay ya aquí en el país una generación poéticamente activa y muy auspiciosa, bautizada Golpe de Dados: 
-Ese nombre lo acuño un profesor norteamericano, el profesor James Alstrum, quien publicó un libro sobre la generación del 70, de esa década, bautizándola Generación Golpe de Dados, un nombre muy bonito por demás. Igualmente, en la Historia de la poesía colombiana, de la Casa Silva, hay un capitulo que tiene como título: “Generación Golpe de Dados”. 
Algunos otros críticos si consideran que la revista Golpe de Dados si se convirtió en punto de referencia de un grupo de poetas en la década del setenta en Colombia, en algunos textos figuran como la Generación sin nombre, Generación desencantada o Generación del desarraigo, todos poetas nacidos en las décadas del 40 al 70, poetas posteriores al Nadaísmo, corriente literaria liderada por Gonzalo Arango, quien estableció amistad con Mario Rivero. La particularidad de todos estos autores es la de tomar toda la tradición lírica colombiana y brindarle un aire de renovación, de nuevas y frescas ideas, por ejemplo, con la importancia de Mario Rivero al traer al país de denominada Poesía Urbana.

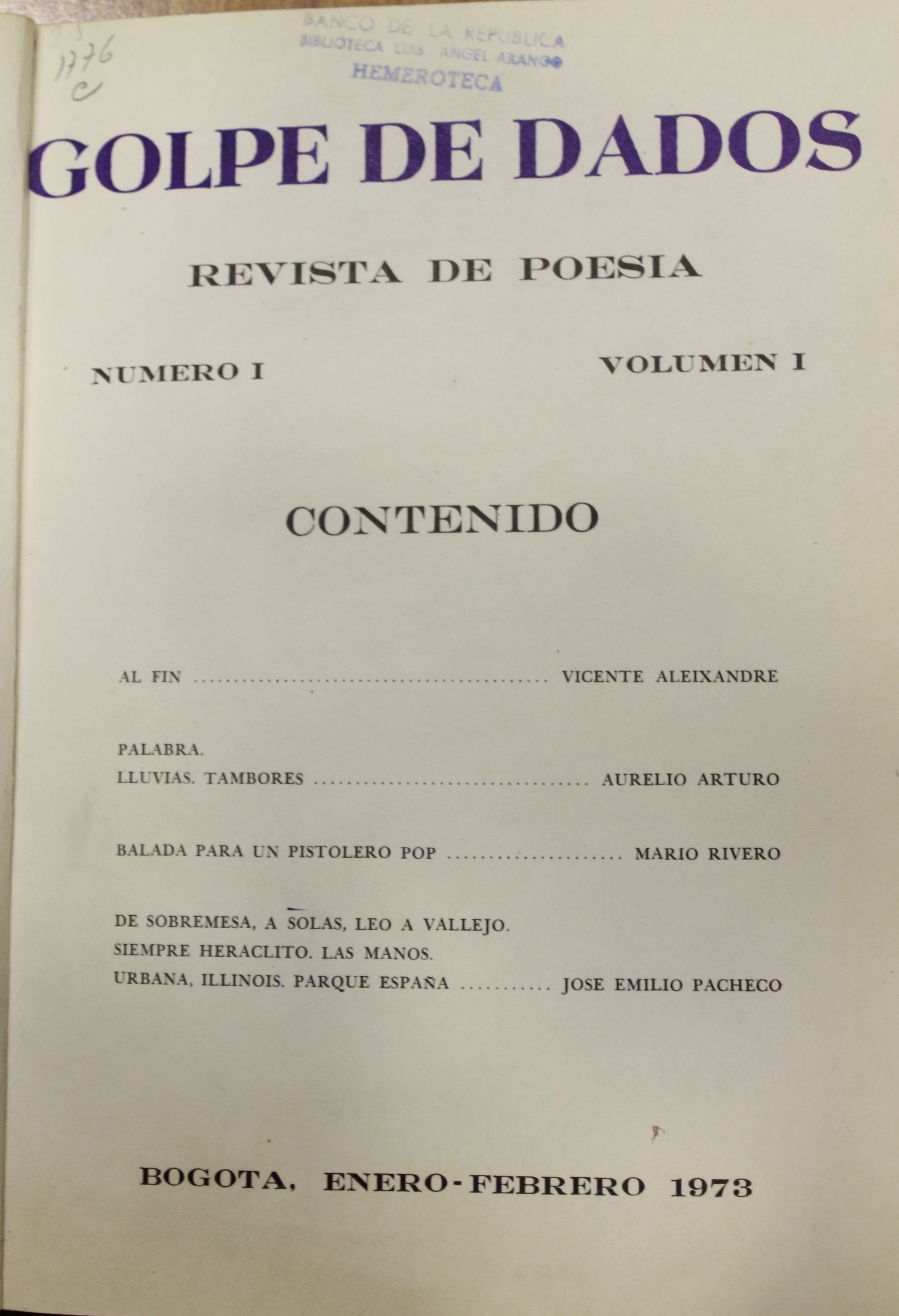
Portada de la primera edición de la revista Golpe de dados de enero de 1973

## Historia del Nombre
Inspirado en la famosa creación del poeta francés Stéphane Mallarmé, poeta que marcó un impacto importante en la vida de Mario Rivero, es interesante apreciar la mirada del poeta colombiano sobre la obra del simbolista francés, en las conversaciones con Guido Tamayo apunta frente a la pregunta sobre la intención de Mallarmé en este poema en particular: 
-Bueno....parece ser que desde el nombre todo ocurre hipotéticamente…es una operación de azar, en su dibujo mismo, llena de varios significados latentes, en una cierta potencialidad de direcciones y sentidos, ya que la palabra posee varios significados latentes….un tanto hermético, rompe con la tradición totalmente, tanto en su presentación, con variados caracteres de imprenta, como en su pensamiento, descarnado, intelectual y complejo, nacido de una imaginación pura y de una libertad absoluta.
Y es que “Un golpe de dados nunca suprimirá el azar” que es el título original y completo, representa el cierre de un periodo y el nacimiento de otro, en palabras de Rivero: “cierra un ciclo y abre otro a la poesía del futuro, un espacio que apenas se empezará a explorar con la tecnología moderna, especialmente la electrónica…la poesía como un arrojar los dados al espacio virtual”. 
A continuación, se presenta la anécdota contada en palabras del propio Rivero sobre la decisión de dejar el nombre de manera definitiva: 
La revista en un principio se iba a llamar “Anabisis” (viaje en griego como un homenaje al poema de Perse), pero Charry descubrió que los surrealistas argentinos habían tenido una revista con el mismo nombre, lo que abortó aquella primera alternativa. Pero un día estando en un Monteblanco al que yo llamaba “las piñas de la ira” (por unas piñas que tenía en la vitrina), llegó Juan Gustavo Cobo Borda, y le contamos el problema. El, sin tardarse mucho, como en una iluminación nacida de su humor del momento nos apuntó: “y porque no la ponen Golpe de Dados?”, por aquello del poema famoso de Mallarme, “un golpe de dados no abolirá el azar, etc.” y desde luego deduzco, por lo arriesgado, lo problemático del proyecto. El hecho fue que se acogió el nombre por unanimidad, y dentro de la mayor animación, excitación casi, nos fuimos al Ministerio para los trámites de rigor, una pila de trámites de dirección, propiedad, etc. Que hay que llenar para poder sacar a luz una publicación de estas…y así empezó todo, hace veintisiete años. ¿Te imaginas? Desde el siglo pasado en actividad.

## Ideología
Golpe de Dados fue una revista que se mantuvo alejada de las cuestiones políticas de la época, al iniciar labores después de la época de la Violencia de los sesenta y en pleno nacimiento del problema del narcotráfico en Colombia, la revista y su equipo de colaboradores se supo mantener al margen de posiciones o perspectivas. Su postura era la divulgación cultural de las letras en Colombia y en Latinoamérica. No obstante, no manifestar una posición política evidente, si era explícito la manifestación de una mirada particular del acontecer nacional en las palabras de sus autores, poetas e intelectuales nacidos entre las décadas del 20 al 40.  
En el primer número, el editorial a cargo de Fernando Charry Lara plantea su inconformismo a nivel social y así mismo manifiesta en la obra literaria la manera de afrontarla: 
En un país que quisiera libertarse de la tiranía de la pobreza y del subdesarrollo, la consideración de problemas prácticos, sin duda necesaria cuando no desmesurada y locuaz, ha venido creciendo a expensas del pensamiento y de las artes creadoras. Este fenómeno se da tanto en la universidad como el libro, la prensa y los diversos medios de estudio y difusión. Para no hablar del Estado, que apenas entiende y celebra una ejemplar cultura populista de espectáculos al aire libre. Muchos han llegado entonces a lamentarse de que el intelectual no es aquí ni más ni menos que un exiliado dentro de su propia patria: para no caer en gestos dramáticos pudiera simplemente señalarse que su actividad, su esfuerzo y su vocación se realizan sin vínculo alguno con la vida colombiana.
Estas palabras de Charry Lara ponen de manifiesto la inconformidad en los ánimos en los años en que surge la revista, la década del setenta y aunque no son sutiles en su desconcierto no toman partida en la cruenta polarización del país en estos años.

## Recepción
Uno de los mayores logros alcanzados por la revista Golpe de Dados fue precisamente que circuló de manera ininterrumpida por cerca de 36 años, sacando 216 números de una revista cultural dedicada en exclusiva a la poesía. Triunfo que es importante incluso a nivel latinoamericano. Una de las intenciones de sus creadores era que en la revista figurara la mayor cantidad de autores de reconocimiento en el panorama literario de la época. De hecho, varios autores publicaron poemas inéditos en sus páginas. 

## Diseño
El diseño estaba claro desde el principio, de una manera muy sobria, la revista se publicó hasta el último número en papel blanco, sin imágenes, primando la calidad de la poesía y la caligrafía por encima de decorados, inspirada en dos revistas puntuales: Poetry de Harriet Monroe, donde Ezra Pound publicó gran variedad de poemas, la revista en lengua inglesa más antigua de poesía y la revista The Criterion, publicada por el dramaturgo y crítico literario de origen británico T. S. Eliot. En la famosa lectura de poemas del año 72, Rivero recuerda este episodio en el libro de Guido Tamayo:
Dos o tres palabras más para planearla, y García Maffla se puso, tan pronto nos paramos a elaborar un “machotte”, sobre la idea de la revista de poesía de Elliot y Ezra Pound, una revista muy sobria, muy pulcra, limpiecita. Por ahí a finales de diciembre me entregó el machotte, y yo me lleve el consiguiente susto ante su diligencia que me imponía a mí el ponerme de inmediato el tratar de financiarla, según lo convenido.  
El formato de la revista no sufrió cambios desde su inicio, su tamaño de 17x24 centímetros no varió. En tanto que el papel utilizado para la portada y la contraportada era cartulina, y para el interior utilizaron un Bond grueso. Se caracterizaba su papel ya que era de un color hueso que no cambió hasta 1998, con la llegada de la impresión digital, se cambió por un blanco brillante que ofrecía un toque de elegancia a la publicación. 

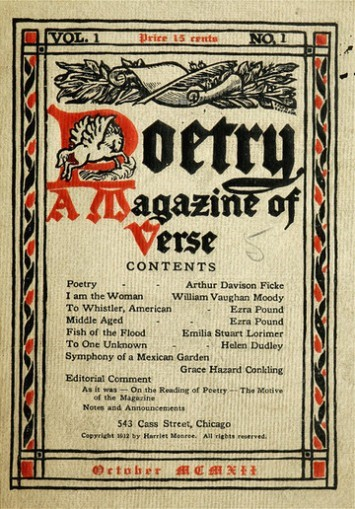
Portada de la revista "Poetry" de octubre de 1912 fundada por Harriet Monroe.

El diseño de la revista se preservó desde el primer hasta el último número, en la portada aparece el título, Golpe De Dados, en mayúsculas y con un color, diferente en cada número y fue esta su característica particular ya que es lo único de color que aparece en todo el número. Al interior de la revista se puede apreciar que es absolutamente en blanco y negro. A continuación, se presenta el subtítulo de la revista: Revista de Poesía y se continua con la información del Número y el Volumen. Aparece en mayúscula de color negro el Contenido, a manera de tabla de contenido que presentaba los autores que figuraban en este número. El promedio de escritores no variaba mucho de edición a edición ya que la revista siempre se mantuvo en su número de 20 páginas, a excepción del último número. 

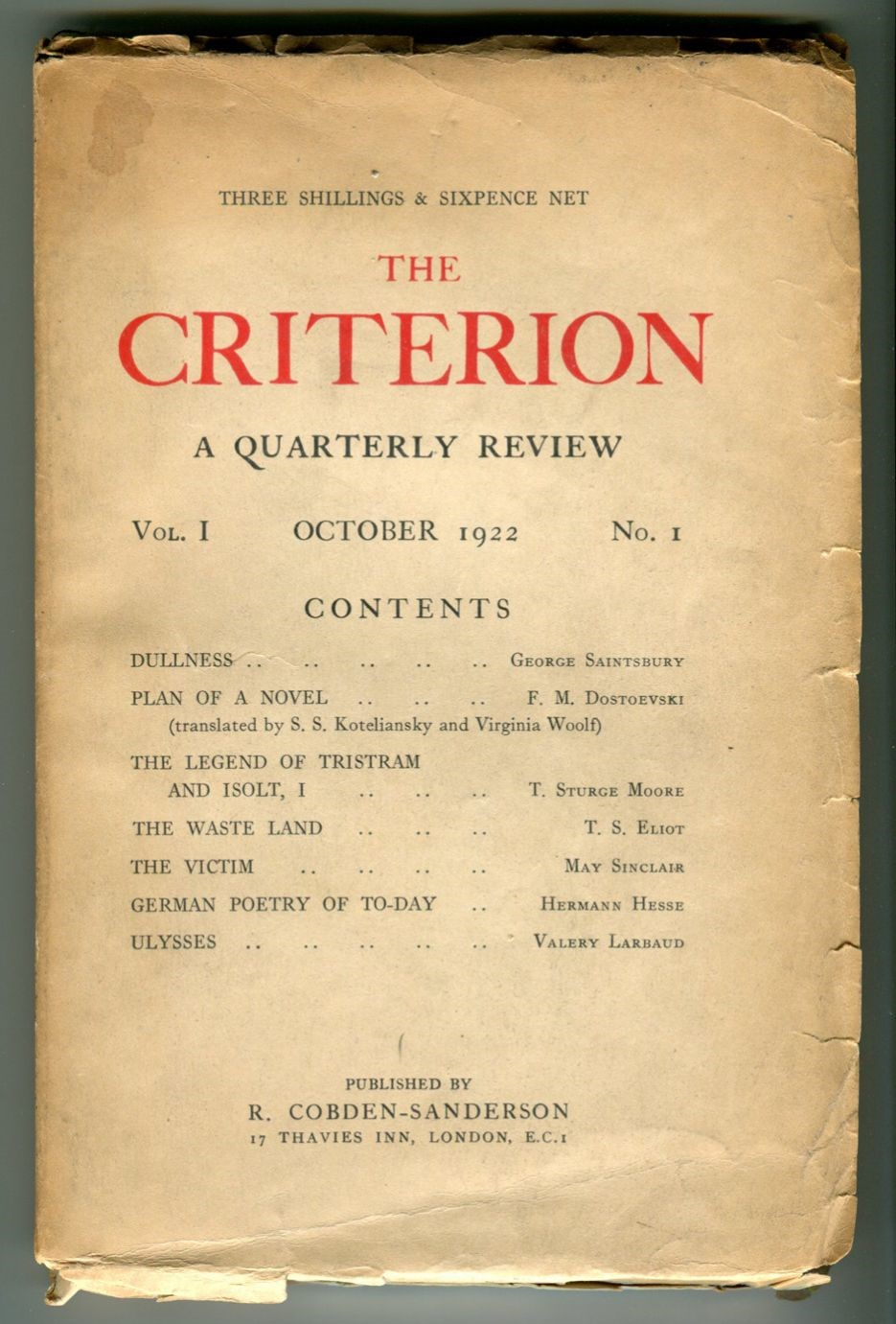
Portada de la revista "The Criterion" de T. S. Eliot de octubre de 1922

En la parte inferior de la portada se encontraba la fecha, allí se podían ubicar los meses, el año y la ciudad de origen de su publicación. Uno de los pocos cambios que presentó la revista durante su tiempo de publicación fue qué en la portada, a partir del número 145, primero de 1997, comenzó a aparecer debajo del título la edad de la revista, en ese momento 25 años. Esta costumbre se mantuvo hasta el último número, cuando eran ya 36.

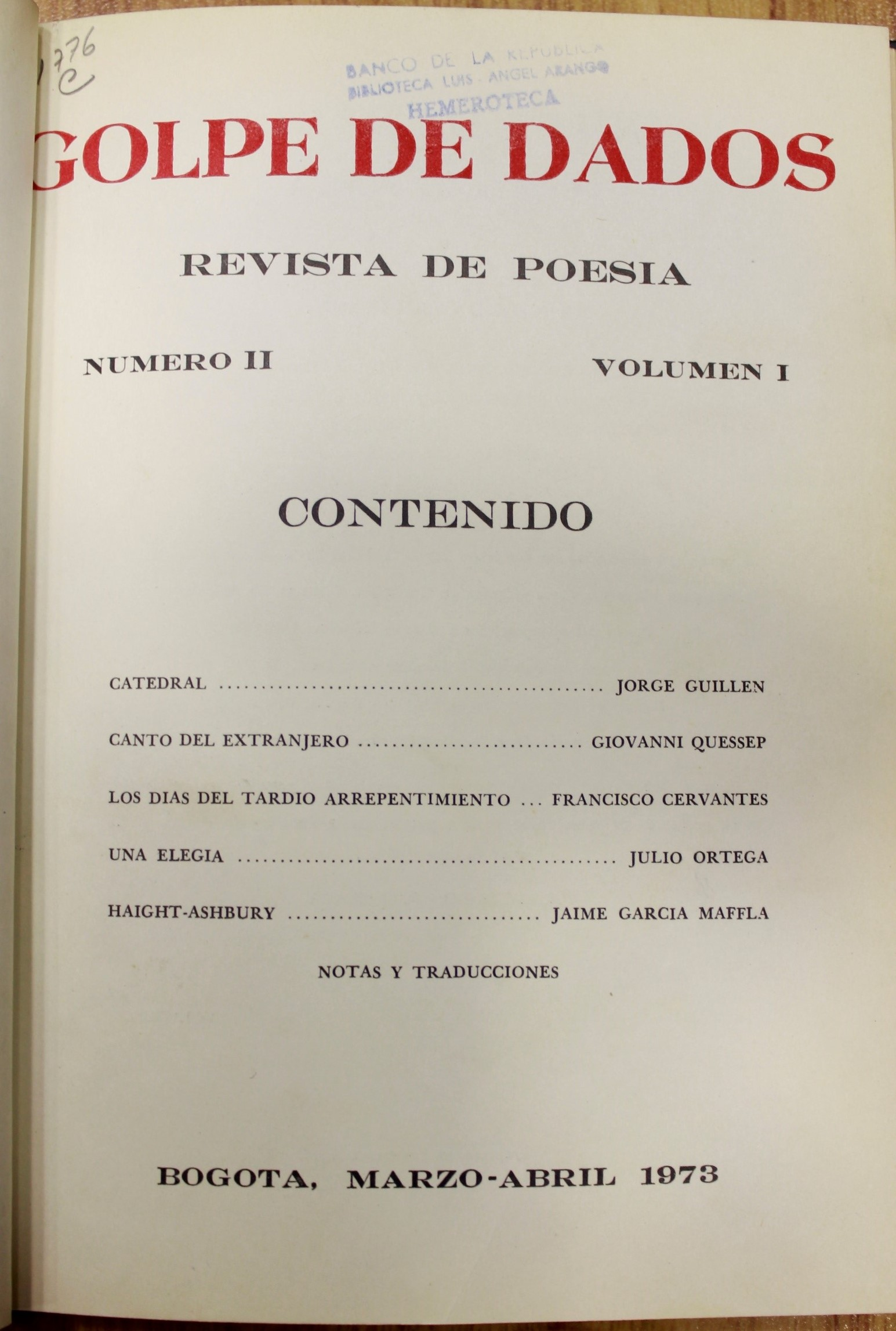
Portada de la revista "Golpe de dados" Número 2, marzo de 1973

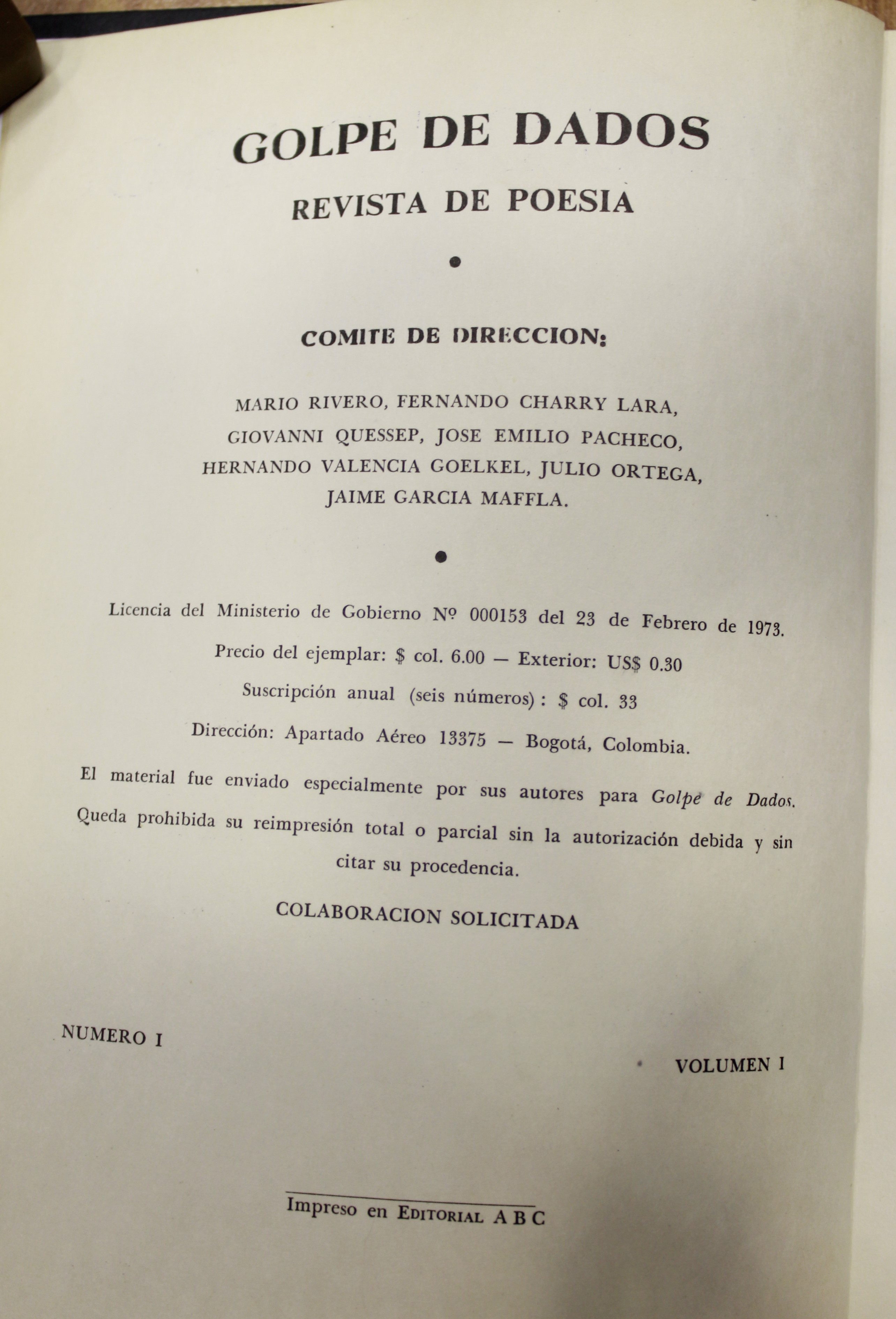
Guarda anterior de la revista "Golpe de dados" con la información de la bandera, copyright, valor y empresa editorial.

En la primera página o guarda anterior, se podía apreciar el Comité de Dirección o Comité editorial, se encontraba conformado por supuesto por Mario Rivero, Fernando Charry Lara, Giovanni Quessep, José Emilio Pacheco, Hernando Valencia Goelkel, Julio Ortega y Jaime García Maffla. Esta selección de importantes intelectuales y escritores de Colombia y Latinoamérica no sufrió muchos cambios importantes, más aún se incrementó con el correr del tiempo, no obstante Rivero siempre estuvo a la cabeza del grupo durante los 36 años de la revista. 
En la parte inferior de la bandera aparecen las licencias, el valor del ejemplar, que en su primer número tenía un precio de 6.00 pesos colombianos y cuyo número final tenía un valor final de 4.000 pesos. Termina la guarda anterior con el copyright y la información de la editorial: La Editorial ABC, que siempre fue la encargada de la publicación de la revista.  
En la primera página o guarda anterior, se podía apreciar el Comité de Dirección o Comité editorial, se encontraba conformado por supuesto por Mario Rivero, Fernando Charry Lara, Giovanni Quessep, José Emilio Pacheco, Hernando Valencia Goelkel, Julio Ortega y Jaime García Maffla. Esta selección de importantes intelectuales y escritores de Colombia y Latinoamérica no sufrió muchos cambios importantes, más aún se incrementó con el correr del tiempo, no obstante Rivero siempre estuvo a la cabeza del grupo durante los 36 años de la revista. 
En la parte inferior de la bandera aparecen las licencias, el valor del ejemplar, que en su primer número tenía un precio de 6.00 pesos colombianos y cuyo número final tenía un valor final de 4.000 pesos. Termina la guarda anterior con el copyright y la información de la editorial: La Editorial ABC, que siempre fue la encargada de la publicación de la revista.  
Para finalizar la revista en la guarda posterior aparecía la Noticia sobre este número, sección donde se ubicaba una brevísima reseña de los autores colaboradores en ese ejemplar. En la contraportada aparecía la lista de los patrocinadores, empresas que aceptaban la noble gestión del director para poder reunir los fondos necesarios para sacar a flote su publicación, aparecían desde grandes empresas del ámbito nacional como empresas de Seguros, Medios de Comunicación, bancos y revistas hasta pequeñas microempresas figuraban allí. 